# Bernhard Nellessen

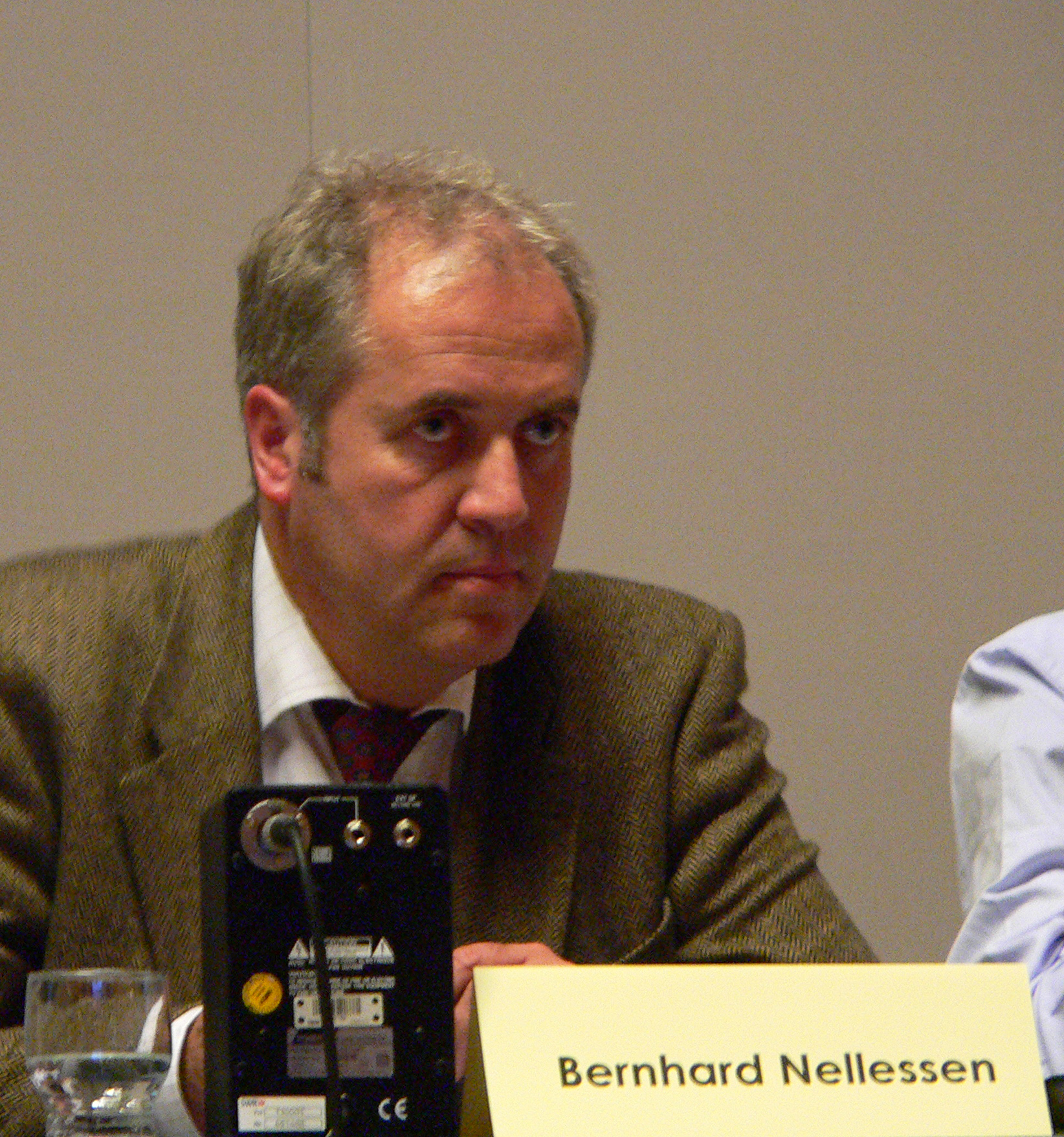
Bernhard Nellessen (2006)

Bernhard Nellessen (* 13. Dezember 1958 in Bad Ems) ist ein deutscher Fernsehjournalist und Rundfunkmanager.

## Leben und Karriere
Nach seinem Abitur 1977 in Bad Ems studierte Nellessen von 1979 bis 1984 Geschichte, Philosophie und Literaturwissenschaft in Mainz. 1982 bis 1985 war er freier Mitarbeiter in der Redaktion „Landeskultur“ des Südwestfunks (SWF). Von 1986 bis 1987 war er landespolitischer Hörfunkkorrespondent beim SWF in Mainz, von 1988 bis 1995 Redakteur, Reporter und Ko-Moderator beim ZDF-heute-journal. Von 1995 bis 1998 war er stellvertretender Chefredakteur Fernsehen beim SWF. Nach der Fusion des SWF mit dem SDR zum SWR war Nellessen dort von 1998 bis 2003 Chefredakteur Fernsehen, Moderator des Politmagazins Report Mainz und stellvertretender Landessenderdirektor Rheinland-Pfalz.
Von 1. Mai 2003  bis zum 31. Oktober 2012 war er Fernsehdirektor des SWR, seit Mai 2003 zugleich ARD-Koordinator 3sat und seit September 2003 ARD-Koordinator für kirchliche Sendungen. 
Er bewarb sich mit dem bisherigen Verwaltungsdirektor Peter Boudgoust und dem Landessenderdirektor Baden-Württemberg Willi Steul um die Nachfolge des SWR-Intendanten Peter Voß. Im zweiten Wahlgang wählte der Rundfunkrat am 1. Dezember 2006 Peter Boudgoust. 
Ende 2012 verzichtete Nellessen auf eine dritte Amtszeit als Fernsehdirektor und gründete eine Consultingfirma mit den Schwerpunkten Stiftungsberatung, Coaching und Kommunikation mit Sitz in Mainz.
Nellessen ist auch mit literarischen Veröffentlichungen hervorgetreten. Für seine Lyrikbände An den Wassern von Rhein und Ruhr (München 1981) und Neu leuchten die Zäune (München 1984) wurde er mit einem Aufenthaltsstipendium des Literarischen Colloquiums Berlin (1981) und dem Förderpreis des Landes Rheinland-Pfalz (1985) ausgezeichnet. Als Herausgeber publizierte er einen Materialienband zur Lyrik und Prosa von Walter Helmut Fritz Sätze sind Fenster (Lebach/Saar 1989).
Bernhard Nellessen lebt in Mainz. Er hat zwei erwachsene Töchter und ist verheiratet mit der Journalistin Monika Nellessen.